# Symphonie no 72 de Joseph Haydn

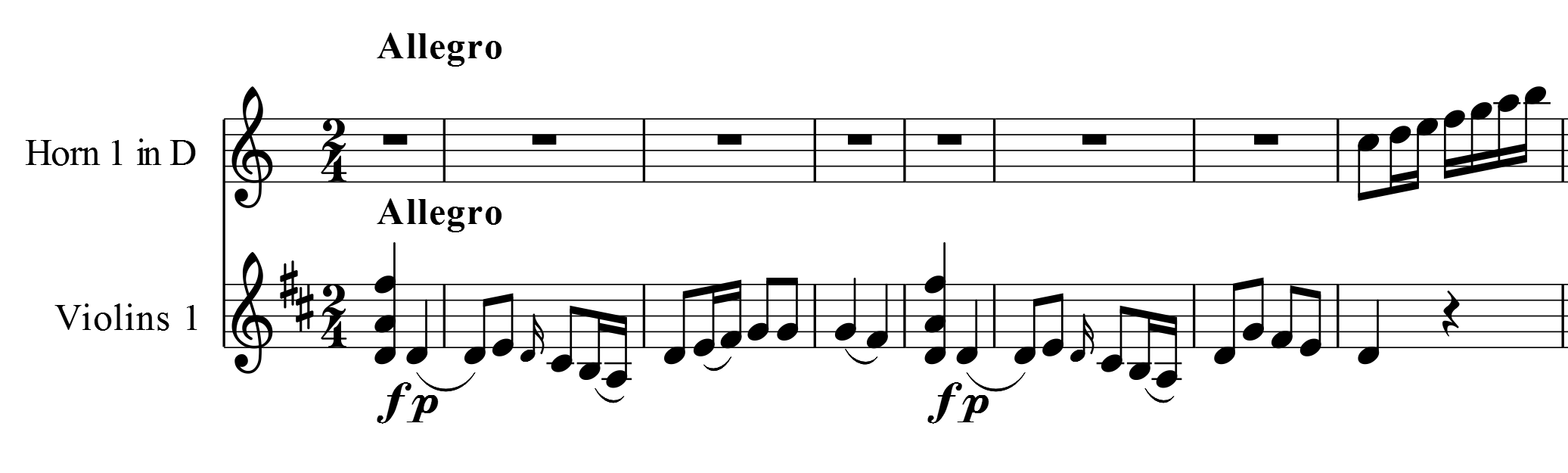
Partition

La Symphonie no 72 en ré majeur Hob. I:72 est une symphonie du compositeur autrichien Joseph Haydn. Composée entre 1763 et 1765, elle comporte quatre mouvements.

## Analyse de l'œuvre
1. Allegro
2. Andante
3. Menuet
4. Andante - Presto

Durée approximative : 25 minutes.

## Instrumentation
- une flûte, deux hautbois, un basson, quatre cors, cordes.